# Kiwi (frutto)

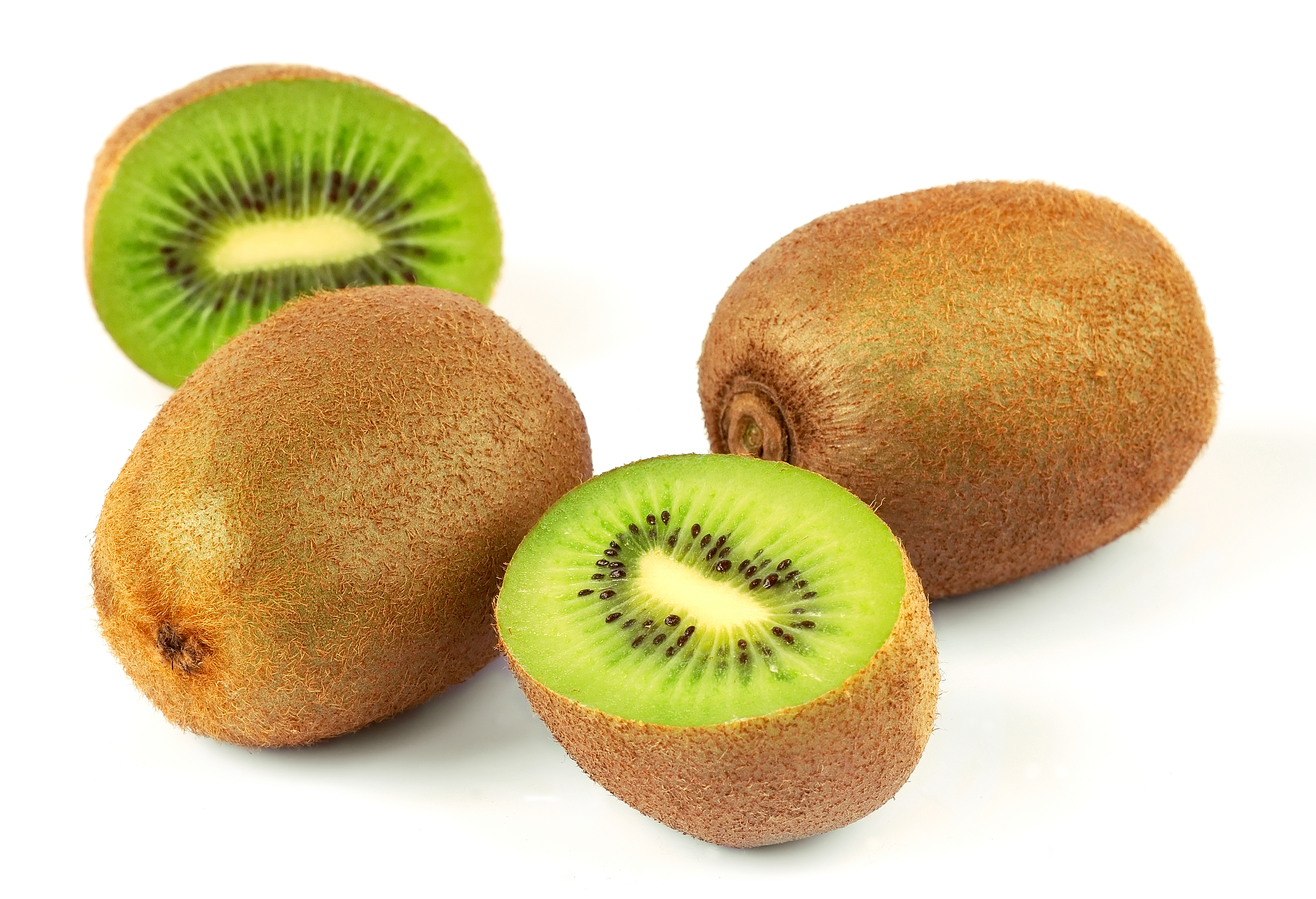
Kiwi

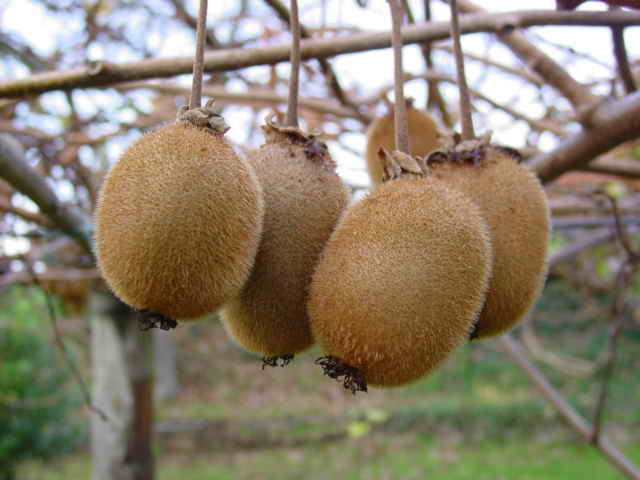
Actinidia chinensis var. deliciosa

Il kiwi o kivi è un frutto commestibile, prodotta da numerose specie di liane del genere Actinidia, famiglia delle Actinidiaceae.
Le due principali varietà di questa bacca sono: la verde e la gialla (o gold). La prima, la più diffusa, ha la buccia marrone scuro con pelucchi e la polpa verde brillante, semi piccoli e neri disposti a raggiera intorno al centro della bacca, la forma è simile a un uovo o a una piccola patata. La varietà gold ha forma più allungata, la polpa è gialla e non ha pelucchi sulla buccia. Esistono altre varietà, ma sono poco diffuse, come ad esempio il kiwi con la polpa rossa e la buccia color mattone.
Questo frutto ha un sapore acidulo, ma gustoso e rinfrescante; lo si può mangiare tagliandolo a metà e scavandolo con un cucchiaino, come un gelato, oppure a fette sottili con l'aggiunta di zucchero, se si preferisce, per addolcirlo un po'. È ottimo anche con la macedonia o sugli spiedini di frutta. La buccia, commestibile nonostante il marcato sapore acidulo, ha un grande contenuto zuccherino che aiuta la fertilità del terreno se immessa in esso.
La pianta da cui deriva il frutto è Actinidia chinensis, sebbene molti tipi di questo frutto siano prodotti da altre coltivazioni o da altre specie di piante, come Actinidia kolomikta e soprattutto Actinidia arguta (il cosiddetto "mini kiwi", caratterizzato da frutto piccolo e buccia liscia).

## Etimologia

Morfologia del kiwi

Il nome volgare kiwi deriva dal māori huakiwi, letteralmente "frutto del kiwi" o "uovo di kiwi", chiamato così a causa della peluria e del colore bruno che ricordano l'uccello endemico della Nuova Zelanda. Dopo aver stazionato in Oceania durante la seconda guerra mondiale, prima gli inglesi e poi gli statunitensi esportarono questo frutto in tutto il mondo con il nome di kiwifruit, in seguito naturalmente abbreviato in kiwi. Tale abbreviazione tuttavia non è mai usata nell'inglese australiano e neozelandese, dove la parola kiwi da sola è sia il nome comune dell'uccello tipico, sia il soprannome per gli abitanti della Nuova Zelanda, soprattutto in seno a competizioni sportive o eventi sociali (come ad esempio "gli azzurri" per designare gli italiani).

## Storia
La pianta è originaria della Cina meridionale, dove si coltiva da circa 700 anni. Il suo frutto era considerato una prelibatezza dagli imperatori cinesi e il suo uso era anche ornamentale.
All'inizio dell'Ottocento arrivò in Inghilterra e, nel Novecento, si diffuse attraverso coltivazioni intensive in Nuova Zelanda, dove ha trovato un ambiente abbastanza favorevole. Per questo il suo nome deriva, appunto, dall'uccello simbolo della Nuova Zelanda.
Alla fine del Novecento si diffuse anche in Europa e soprattutto in Italia, ben presto divenuta tra i primi produttori al mondo di questo frutto. La Romagna divenne un’area di produzione importante, ma successivamente la principale zona di produzione del kiwi in Italia è diventato il Lazio, particolarmente adatto alla coltivazione del frutto per il suo clima caldo in estate.
Nel 1982 a Tauranga fu fondata l’I.K.O.(International Kiwi Organization) col compito di tutelare l’immagine mondiale del kiwi e fornire i dati statistici per la commercializzazione del prodotto in modo più soddisfacente.

## Coltivazione

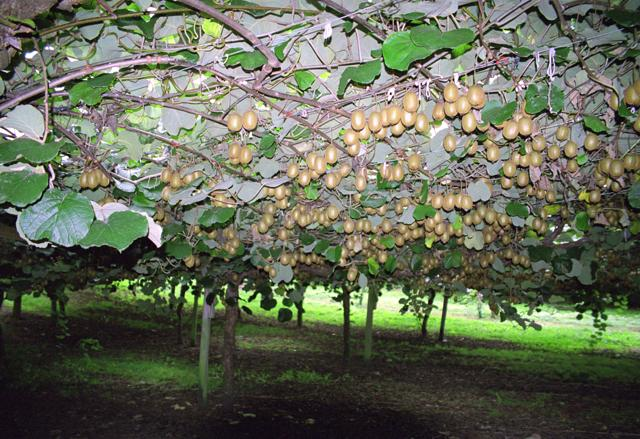
Kiwi che cresce su vite supportata

Il kiwi viene raccolto tra settembre e ottobre ed è commercializzabile da novembre ad aprile, anche se in realtà si trova sul mercato tutto l'anno grazie ai moderni metodi di conservazione. Per essere coltivato ha bisogno di abbondante acqua. L'ambiente lavorativo, nel quale avviene il processo di selezione, calibrazione e confezionamento del kiwi per la successiva distribuzione, deve essere libero da etilene, gas che ne accelera irrimediabilmente la maturazione.

## Conservazione del frutto
Teme l'umidità e le alte temperature, per cui il luogo per la conservazione deve essere fresco e asciutto. A temperatura ambiente dura circa 5 giorni, mentre riposto in frigorifero ha una durata maggiore. Se si vuole accelerare la maturazione basta riporre i frutti di fianco a delle mele, o a delle banane, o a delle pere.

## Qualità nutrizionali
Il kiwi è un frutto ricco di vitamina C (85 mg/100 g), potassio, magnesio, vitamina E, rame, ferro e fibre.
L'alto contenuto di potassio e la povertà di sodio rendono il frutto ideale per gli sportivi, poiché diminuisce il rischio di crampi. È consigliato per chi ha problemi di digestione e aiuta il lavoro dell'intestino come le verdure e le prugne.
L'apporto calorico è molto basso: 44 kcal per 100 g circa; questo perché è costituito da circa l'84% di acqua, il 9% di carboidrati e da tracce di grassi e proteine.

## Produzione
Nel 2020, la produzione globale di kiwi è stata di 4 milioni di tonnellate, guidata dalla Cina con poco più della metà del totale mondiale. Altri produttori importanti erano la Nuova Zelanda, l'Italia, la Grecia, l'Iran e il Cile. In Cina, il kiwi viene coltivato principalmente nella zona montuosa a monte del fiume Yangtze, oltre che nel Sichuan.
| Nazione                                           | Produzione (tonnellate) |
| ------------------------------------------------- | ----------------------- |
| Cina                                              | 2.196.727               |
| Nuova Zelanda                                     | 558.191                 |
| Italia                                            | 524.490                 |
| Iran                                              | 344.189                 |
| Grecia                                            | 285.860                 |
| Cile                                              | 177.206                 |
| Turchia                                           | 63.798                  |
| Francia                                           | 55.830                  |
| Stati Uniti                                       | 46.720                  |
| Portogallo                                        | 32.360                  |
| Giappone                                          | 25.462                  |
| Totale mondiale                                   | 4.348.011               |
| Fonte: UN Food and Agriculture Organization (FAO) |                         |